# Joe Rodon
Joe Rodon, né le 22 octobre 1997 à Swansea, est un footballeur international gallois qui évolue au poste de défenseur à Leeds United.

## Biographie

### En club

#### Swansea City AFC
Formé au Swansea City AFC, Joe Rodon vit sa première expérience professionnelle en étant prêté pour six mois au Cheltenham Town FC, qui évolue en League Two, le 30 janvier 2018. Le défenseur gallois joue une douzaine de matchs sous le maillot du club gallois avant de réintégrer l'effectif de son club formateur en juin 2018.
Le 11 août 2018, Joe Rodon fait ses débuts sous le maillot de Swansea City AFC à l'occasion d'un match de championnat contre le Preston North End FC (victoire 1-0). Régulièrement aligné par son entraîneur Graham Potter, Joe Rodon participe à vingt-huit matchs au cours de la saison 2018-2019.

#### Tottenham Hotspur
Le 16 octobre 2020, dernier jour du mercato, Joe Rodon s'engage pour cinq ans avec le Tottenham Hotspur. Il fait ses débuts sous le maillot des Spurs le 26 octobre en entrant en jeu face au Burnley FC (victoire 0-1).

##### Prêt au Stade rennais FC
Le 1er août 2022, après deux saisons au Tottenham Hotspur où il n'a joué que 24 matchs, Joe Rodon est prêté pour une saison avec une option d'achat de 20 millions d'euros au Stade rennais FC,.
Après seulement quatre matchs joués, Joe Rodon marque son premier but face au Stade brestois 29 (victoire 3-1).

##### Prêt à Leeds United
Le 10 août 2023, Joe Rodon est prêté à Leeds United pour une durée d'un an.

### En sélection nationale
Après avoir porté le maillot des espoirs gallois à sept reprises entre 2016 et 2018, Joe Rodon est convoqué pour la première fois en équipe du pays de Galles en août 2019.
Le 6 septembre 2019, il honore sa première sélection avec le pays de Galles en étant titularisé face à l'Azerbaïdjan (victoire 2-1). Après sa première sélection, il devient un membre permanent et un titulaire de la sélection galloise puisqu'il participe aux éliminatoires du Championnat d'Europe 2020 et à la Ligue des nations 2020-2021 et il est sélectionné par Rob Page pour l'Euro 2020 dont il jouera les quatre matchs (éliminés par le Danemark en 1/8 de finale),.
À la suite de l'Euro 2020, Joe Rodon continue d'être appelé et joue les premiers rôles dans la qualification du pays de Galles à la Coupe du monde 2022.
Le 9 novembre 2022, il est sélectionné par Rob Page pour participer à la Coupe du monde 2022 au Qatar.

## Statistiques
| Saison                | Club                    | Championnat           | Championnat | Championnat | Coupe(s) nationale(s) | Coupe(s) nationale(s) | Compétition(s) continentale(s) | Compétition(s) continentale(s) | Compétition(s) continentale(s) | Total | Total |
| Saison                | Club                    | Division              | M.          | B.          | M.                    | B.                    | Comp.                          | M.                             | B.                             | M.    | B.    |
| 2017-2018             | Cheltenham Town (prêt)  | League Two            | 12          | 0           | 0                     | 0                     | -                              | -                              | -                              | 12    | 0     |
| 2018-2019             | Swansea City            | Championship          | 27          | 0           | 1                     | 0                     | -                              | -                              | -                              | 28    | 0     |
| 2019-2020             | Swansea City            | Championship          | 21          | 0           | 0                     | 0                     | -                              | -                              | -                              | 21    | 0     |
| 2020-2021             | Swansea City            | Championship          | 4           | 0           | 1                     | 0                     | -                              | -                              | -                              | 5     | 0     |
| Sous-total            | Sous-total              | Sous-total            | 52          | 0           | 2                     | 0                     | -                              | -                              | -                              | 54    | 0     |
| 2020-2021             | Tottenham Hotspur       | Premier League        | 12          | 0           | 2                     | 0                     | -                              | -                              | -                              | 14    | 0     |
| 2021-2022             | Tottenham Hotspur       | Premier League        | 3           | 0           | 3                     | 0                     | C4                             | 4                              | 0                              | 10    | 0     |
| Sous-total            | Sous-total              | Sous-total            | 14          | 0           | 5                     | 0                     | -                              | 4                              | 0                              | 23    | 0     |
| 2022-2023             | Stade rennais FC (prêt) | Ligue 1               | 16          | 1           | 1                     | 0                     | C3                             | 5                              | 0                              | 22    | 1     |
| 2023-2024             | Leeds United (prêt)     | Championship          | 46          | 0           | 4                     | 0                     | -                              | -                              | -                              | 50    | 0     |
| Sous-total            | Sous-total              | Sous-total            | 62          | 1           | 5                     | 0                     | -                              | 5                              | 0                              | 72    | 1     |
| 2024-2025             | Leeds United            | Championship          | 34          | 1           | 2                     | 0                     | -                              | -                              | -                              | 36    | 1     |
| Sous-total            | Sous-total              | Sous-total            | 34          | 1           | 2                     | 0                     | -                              | -                              | -                              | 36    | 1     |
| Total sur la carrière | Total sur la carrière   | Total sur la carrière | 174         | 2           | 14                    | 0                     | -                              | 9                              | 0                              | 197   | 2     |

### En sélection
| Saison                | Sélection             | Phases finales            | Phases finales | Phases finales | Phases finales | Éliminatoires | Éliminatoires | Éliminatoires | Matchs amicaux | Matchs amicaux | Matchs amicaux | Total | Total | Total |
| Saison                | Sélection             | Compétition               | M              | B              | Pd             | M             | B             | Pd            | M              | B              | Pd             | M     | B     | Pd    |
| --------------------- | --------------------- | ------------------------- | -------------- | -------------- | -------------- | ------------- | ------------- | ------------- | -------------- | -------------- | -------------- | ----- | ----- | ----- |
| 2019-2020             | Pays de Galles        | -                         | -              | -              | -              | 3             | 0             | 0             | 1              | 0              | 0              | 5     | 0     | 0     |
| 2020-2021             | Pays de Galles        | Championnat d'Europe 2020 | 4              | 0              | 0              | 6             | 0             | 0             | 4              | 0              | 0              | 14    | 0     | 0     |
| 2021-2022             | Pays de Galles        | -                         | -              | -              | -              | 9             | 0             | 0             | 1              | 0              | 0              | 10    | 0     | 0     |
| 2022-2023             | Pays de Galles        | Coupe du monde 2022       | 3              | 0              | 0              | 5             | 0             | 0             | 1              | 0              | 0              | 9     | 0     | 0     |
| 2023-2024             | Pays de Galles        | -                         | -              | -              | -              | 4             | 0             | 0             | 1              | 0              | 0              | 4     | 0     | 0     |
| Total sur la carrière | Total sur la carrière | Total sur la carrière     | 7              | 0              | 0              | 27            | 0             | 0             | 8              | 0              | 0              | 42    | 0     | 0     |

Le tableau suivant liste les rencontres de l'équipe du pays de Galles dans lesquelles Joe Rodon a été sélectionné depuis le 6 septembre 2019 jusqu'à présent :

## Palmarès

### En club
- Leeds United
  - Champion de Championship en 2025